# Hans-Hermann Pompe
Hans-Hermann Pompe (* 8. Mai 1955 in Koblenz) ist ein deutscher Pfarrer der Evangelischen Kirche im Rheinland, Generalsekretär der Arbeitsgemeinschaft Missionarische Dienste und Autor.

## Leben und Wirken
Hans-Hermann Pompe wuchs im Pfarrhaus seines Vaters in Koblenz auf. Nach dem Umzug nach Essen wurde er Jugendmitarbeiter im Weigle-Haus. Er studierte Evangelische Theologie in Wuppertal, Tübingen, Hamburg und Bonn. Sein Vikariat absolvierte er in einer Bergarbeitergemeinde im Oberhausener Norden. Danach war er von 1983 bis 2000 Gemeindepastor in Wuppertal-Heckinghausen. Seine Arbeit war missionarisch-diakonisch geprägt. Anschließend hatte er bis 2009 die Leitung des Amtes für Gemeindeentwicklung und missionarische Dienste (gmd) der Evangelischen Kirche im Rheinland inne, bevor er die Leitung des EKD-Zentrums „Mission in der Region“ ZMiR Studiensemester neutestamentliche Ekklesiologie, Fortbildungsstudium Sozialkompetenz (zfh Fulda) übernahm. Seit Mai 2019 ist er Generalsekretär der Arbeitsgemeinschaft Missionarische Dienste (AMD) und Referent für Mission und Kirchenentwicklung der Arbeitsstelle für missionarische Kirchenentwicklung und diakonische Profilbildung (midi) in Berlin.
Pompe war von 2002 bis 2015 ehrenamtlicher Vorsitzender des Missionale-Treffens in Köln, zu dessen Trägerkreis Mitglieder der evangelischen Kirchen Rheinland und Westfalen sowie der Freikirchen und christlicher Werke gehören. Von 2005 bis 2015 gehörte er der EKD-Synode an.
Hans-Hermann Pompe ist mit Elisabeth verheiratet. Das Paar hat einen Sohn.

## Veröffentlichungen
- Der erste Atem der Kirche: urchristliche Hausgemeinden – Herausforderung für die Zukunft, Aussaat-Verlag, Neukirchen-Vluyn 1996, ISBN 978-3-7615-3560-8.
- mit Hans-Achim Wellnitz und Rolf Zwick: Wasser und Leben. Taufkurs für Eltern und Paten, Aussaat-Verlag, Neukirchen-Vluyn 1997, ISBN 978-3-7615-4993-3.
- Gerne geben. Mit Humor zu Kollekten und Spenden motivieren, Aussaat-Verlag, Neukirchen-Vluyn 2007, ISBN 978-3-7615-5525-5.
- Mitten im Leben. Die Volkskirche, die Postmoderne und die Kunst der kreativen Mission, Aussaat-Verlag, Neukirchen-Vluyn 2014, ISBN 978-3-7615-6114-0.
- Nachfolge mit leichtem Gepäck. Eine Einladung zur geistlichen Reise, Aussaat-Verlag, Neukirchen-Vluyn 2015, ISBN 978-3-7615-6134-8.

als (Mit)Herausgeber
- mit Christine Heymer: Hochzeitsreisen. Missionarische Arbeit mit Traupaaren, Amt für Gemeindeentwicklung und missionarische Dienste, Wuppertal 2008.
- mit Thomas Schlegel: MitMenschen gewinnen. Wegmarken für Mission in der Region, Evangelische Verlagsanstalt, Leipzig 2011, ISBN 978-3-374-02800-9.
- mit Juliane Kleemann: Erschöpfte Kirche? Geistliche Dimensionen in Veränderungsprozessen, Evangelische Verlagsanstalt, Leipzig 2015, ISBN 978-3-374-04128-2.
- mit Benjamin Stahl: Entdeckungen im Umbruch der Kirche, Evangelische Verlagsanstalt, Leipzig 2016, ISBN 978-3-374-04701-7.
- mit Patrick Todjeras und Carla J. Witt: Fresh X – frisch, neu, innovativ: und es ist Kirche, Neukirchener Aussaat, Neukirchen-Vluyn 2016, ISBN 978-3-7615-6259-8.
- mit Daniel Hörsch: Indifferent? Ich bin normal. Indifferenz als Irritation für kirchliches Denken und Handeln, Evangelische Verlagsanstalt, Leipzig 2017, ISBN 978-3-374-05175-5.
- mit Daniel Hörsch: Kirche aus der Netzwerkperspektive. Metapher – Methode – Vergemeinschaftungsform, Evangelische Verlagsanstalt, Leipzig 2018, ISBN 978-3-374-05773-3.
- mit Juliane Kleemann: Gemeinden geistlich begleiten. Kompendium, midi, Berlin 2019, DNB 1199623040.
- mit Daniel Hörsch: Resonanz. Sehnsuchtsort für Theologie und kirchliche Praxis, midi, Berlin 2019.
- mit Christian Alexander Oelke: Gemeinschaft der Glaubenden gestalten. Nähe und Distanz in neuen Sozialformen, Evangelische Verlagsanstalt, Leipzig 2019, ISBN 978-3-374-06293-5.

Aufsätze
- Gottesdienst: Der sonntägliche Normalfall und seine Ergänzungen. In: Jan Hermelink, Thorsten Latzel (Hrsg.): Kirche empirisch. Ein Werkbuch, Gütersloh 2008, S. 153–174.
- Keiner für alle, aber alles für viele. Vernetzung und Synergie von neuen Gottesdiensten. In: C. Schwarz, Michael Herbst (Hrsg.): Praxisbuch Neue Gottesdienste, Gütersloh 2010, S. 44–64.
- Mission als Fokus der Ekklesiologie. Die EKD-Kirchen zwischen Verweigerung, Herausforderung und offenen Türen. In: Christoph Ernst, Christopher Hill, Leslie Nathaniel, Friederike Nüssel (Hrsg.): Ekklesiologie in missionarischer Perspektive, Leipzig 2012, S. 254–270.
- Dornröschen und Nazareth. Zu Chancen und Risiken regionaler missionarischer Kooperation. In: Kirchenamt der EKD (Hrsg.): Kirche im Aufbruch. Schlüsseltexte zum Reformprozess (Kirche im Aufbruch 7), Leipzig 2012, S. 292–301.
- Volkskirche geht nicht ohne Volksmusik. Vom Recht des Volkes auf seine Kultur. In: Vicco von Bülow, M. Nagel (Hrsg.): Ein bisschen Frieden. Schlager und Kirche im Gespräch, Bielefeld 2014, S. 57–63.
- Die fetten Jahre sind vorbei. Kirche im Übergang. In: V. Dessoy, G. Lames, M. Lätzel und C. Hennecke (Hrsg.): Kirchenentwicklung. Ansätze-Konzepte-Praxis-Perspektiven, (Gesellschaft und Kirche - Wandel gestalten Bd. 4), Trier 2015, S. 267–274.